# Apostolepis
Apostolepis – rodzaj węży z podrodziny ślimaczarzy (Dipsadinae) w rodzinie połozowatych (Colubridae).

## Zasięg występowania
Rodzaj obejmuje gatunki występujące w Kolumbii, Brazylii, Gujanie, Gujanie Francuskiej, Peru, Boliwii, Paragwaju i Argentynie.

## Systematyka

### Etymologia
- Apostolepis: łac. a „bez”[6] ; łac. post „za, z tyłu”[7]; gr. λεπις lepis, λεπιδος lepidos „łuska, płytka”, od λεπω lepō „łuszczyć”[8].
- Elapomojus: gr. ελαψ elaps „rodzaj jakiegoś węża”[9]; ὁμοιος homoios „jak, podobny”[10]. Gatunek typowy: Elapomojus dimidiatus Jan, 1862.
- Rhynchonyx: gr. ῥυγχος rhunkhos „pysk, ryj”; ονυξ onux, ονυχος onukhos „pazur, paznokieć”[11]. Gatunek typowy: Rhynchonyx ambiniger Peters, 1869.
- Parapostolepis: gr. παρα para „blisko”[12]; rodzaj Apostolepis Cope, 1862. Gatunek typowy: Apostolepis polylepis Amaral, 1921.

### Podział systematyczny
Do rodzaju należą następujące gatunki:

- Apostolepis adhara França, Barbo, Silva-Júnior, Silva & Zaher, 2018
- Apostolepis albicollaris de Lema, 2002
- Apostolepis ambiniger (W. Peters, 1869)
- Apostolepis arenaria Rodrigues(inne języki), 1993
- Apostolepis assimilis (Reinhardt, 1861)
- Apostolepis borellii Peracca, 1904
- Apostolepis breviceps Harvey, Gonzáles & Scrocchi, 2001
- Apostolepis cearensis Gomes, 1915
- Apostolepis christineae de Lema, 2002
- Apostolepis dimidiata (Jan, 1862)
- Apostolepis dorbignyi (Schlegel, 1837)
- Apostolepis flavotorquata (A.M.C. Duméril, Bibron & A.H.A. Duméril, 1854)
- Apostolepis gaboi Rodrigues, 1993
- Apostolepis goiasensis Prado, 1942
- Apostolepis intermedia Koslowsky, 1898
- Apostolepis kikoi Santos, Entiauspe-Neto, Araujo, Souza, Lema, Strussmann & N. Albuquerque, 2018
- Apostolepis lineata Cope, 1887
- Apostolepis longicaudata Gomes, 1921
- Apostolepis multicincta Harvey, 1999
- Apostolepis nelsonjorgei de Lema & Renner, 2004
- Apostolepis niceforoi Amaral, 1935
- Apostolepis nigrolineata (W. Peters, 1869)
- Apostolepis nigroterminata Boulenger, 1896
- Apostolepis phillipsae Harvey, 1999
- Apostolepis polylepis Amaral, 1921
- Apostolepis pymi Boulenger, 1903
- Apostolepis quinquelineata (Boulenger, 1896)
- Apostolepis quirogai Giraudo & Scrocchi, 1998
- Apostolepis rondoni Amaral, 1925
- Apostolepis sanctaeritae F. Werner, 1924
- Apostolepis serrana de Lema & Renner, 2006
- Apostolepis striata de Lema, 2004
- Apostolepis tenuis Ruthven, 1927
- Apostolepis thalesdelemai Borges-Nojosa, Lima, Bezerra & Harris, 2017
- Apostolepis underwoodi de Lema & P. Campbell, 2017
- Apostolepis vittata (Cope, 1887)